# 米凯莱·卡卡瓦莱
米凯莱·卡卡瓦莱（義大利語：Michele Caccavale，1947年7月13日—2019年1月2日），意大利政治家，1994年至1996年间担任众议院议员。